# Marc Dax
Marc Dax era un medico Frances nacido en Tarascon-sur-Ariege(Francia) el 27 de diciembre de 1770.
Hacia mediados del siglo XIX, el antropólogo francés Pierre Paul Broca (1824-1880) se hizo famoso por declarar en 1861 la localización del centro del lenguaje, conocido hoy en día como "Área de Broca" y ubicado en la tercera circunvolución frontal del hemisferio izquierdo. Este descubrimiento fue vital para establecer una clasificación de uno de los síndromes neuropsicológicos por excelencia: la afasia.
En la afasia de Broca fundamentalmente está alterada la fluencia expresiva; permaneciendo la comprensión fundamentalmente preservada.
Es menos conocido que ya en 1836, (y por tanto 30 años antes que Broca), el médico francés Marc Dax había descrito un caso de parálisis derecha asociada a afasia, que él relacionó con un daño cerebral por ACV en el hemisferio izquierdo. Sin embargo, a Marc Dax nunca se le reconoció su gran descubrimiento.
En 1874 el médico alemán Carl Wernicke (1848-1905) describe el síndrome afásico que lleva su nombre (síndrome de Wernicke) y que es parcialmente opuesto al descrito por Broca.
La afasia de Wernicke se da por una lesión temporal-parietal izquierda. En ella, la comprensión es lo más alterado, siendo la fluencia normal. Sin embargo el contenido del lenguaje de estos pacientes también está alterado en la forma que a veces se ha denominado "ensalada de palabras" (las palabras están bien pronunciadas pero su contenido solo se ajusta parcialmente a la gramática y objetivo comunicativo del sujeto).
Este mismo autor describió por primera vez la encefalopatía que lleva su nombre (síndrome de Korsakoff), debida a un déficit de tiamina y caracterizada por un síndrome confusional y amnesia.